# Girlfriend (singel Avril Lavigne)
Girlfriend – singel Avril Lavigne. Utwór promuje najnowszą płytę artystki The Best Damn Thing, w 18–19 stycznia 2007 Do „Girlfriend” został nakręcony teledysk, w którym Avril gra trzy postacie: rudowłosą kujonkę, czarnowłosą punkówę i siebie. Dodatkowo, utwór ten znalazł się w ścieżce dźwiękowej gry Burnout: Dominator i Burnout: Paradise. Powstał też remix piosenki z wokalistką Lil’ Mama, z którą to też, Avril nakręciła zupełnie nowy teledysk do tejże piosenki.
Piosenka „Girlfriend” została wydana w dziewięciu wersjach językowych, jednak dotyczy to tylko refrenu, zwrotka jest zawsze w języku angielskim:
- wersja angielska
- wersja chińska
- wersja niemiecka
- wersja hiszpańska
- wersja portugalska
- wersja francuska
- wersja włoska
- wersja japońska
- wersja mandaryńska